# Фан-дер-Флит, Фёдор Тимофеевич
Фёдор Тимофеевич Фан-дер-Флит (1810—1873) — директор общей канцелярии министерства финансов Российской империи, тайный советник.

## Биография
Фёдор Фан-дер-Флит родился 19 мая 1810 года; из дворян, сын  Олонецкого губернатора Тимофея Ефремовича Фан-дер-Флита и Татьяны Фёдоровны (урождённой Сухотиной). Окончив с золотою медалью курс в Царскосельском благородном пансионе, поступил 4 ноября 1827 года в канцелярию министра финансов Российской империи и посвятил всю свою долголетнюю службу этому учреждению. 
Исполняя постепенно обязанности столоначальника (1832) и секретаря, и, принадлежа с 1836 года уже к числу старших секретарей, он в 1841 году был назначен чиновником по особым поручениям министра и состоял делопроизводителем по совету министра финансов, а в 1842 году был определен начальником отделения канцелярии. 
В 1850 году Фёдор Тимофеевич Фан-дер-Флит был командирован в Крым для разрешения некоторых вопросов по соляной части и, исполнив это поручение, представил рапорт с разными предположениями, которые удостоились полного одобрения со стороны министра. 
5 октября 1851 года Фан-дер-Флит был произведён в действительные статские советники.
В 1854 году он был назначен директором Департамента мануфактур и внутренней торговли, а в 1856 году директором правления Русского общества пароходства и торговли и членом Высочайше учрежденного комитета для изыскания средств к возрождению в России купеческого флота. 
В 1858 Фёдор Тимофеевич Фан-дер-Флит году был назначен директором общей канцелярии министерства финансов, с оставлением членом Мануфактурного совета.
30 августа 1860 года Ф. Т. Фан-дер-Флит произведён в тайные советники, в 1862 году получил аренду в 2 тысячи рублей на 12 лет. 
Прослужив 38 лет в одном учреждении, был уволен, согласно собственному прошению, от службы 1 января 1865 года, с оставлением членом Мануфактурного совета и с предоставлением права присутствовать по-прежнему в правлении Русского общества пароходства и торговли.
Фёдор Тимофеевич Фан-дер-Флит умер 22 апреля 1873 года.

## Награды
Российской империи:
- Орден Святого Станислава 1-й степени (1853)
- Знак отличия беспорочной службы за XXV лет (1854)
- Орден Святой Анны 1-й степени (1856)
- Орден Святого Владимира 2-й степени (1858)